# Zwischen Himmel und Hölle (1963)
Zwischen Himmel und Hölle (Originaltitel: 天国と地獄, Tengoku to Jigoku, wörtlich „Himmel und Hölle“) ist ein Film von Akira Kurosawa aus dem Jahre 1963. Er basiert auf dem Kriminalroman Kings Lösegeld (Originaltitel: King's Ransom) von Ed McBain. Der Film wurde in Schwarz-Weiß mit Cinemascope gedreht. Toshirō Mifune übernahm eine der Hauptrollen. Spike Lee legte 2025 mit Highest 2 Lowest eine Neuinterpretation vor.

## Handlung
Yokohama: Der wohlhabende Schuhfabrikant Kingo Gondo erhält einen Anruf, dass sein Sohn entführt worden sei und er 30 Millionen Yen für dessen Freilassung zahlen solle. Aus Versehen wird jedoch nicht Gondos Sohn entführt, sondern der Sohn seines Chauffeurs. Nach verschiedenen Erwägungen und Gewissenskonflikten zahlt der Manager das hohe Lösegeld – obwohl er dieses eigentlich zur Sicherung seiner eigenen Position in der Firma braucht, in der gerade ein heftiger Machtkampf stattfindet. Shinichi, der Sohn des Chauffeurs, wird schließlich freigelassen, der Entführer und seine Komplizen können jedoch der Polizei entkommen.
Da Gondo durch das fehlende Geld bei den Intrigen in der Firma verliert, wird er schließlich entlassen. Gleichzeitig ist er in der öffentlichen Meinung ein Held und Wohltäter, da er selbst für den Chauffeurs-Sohn gezahlt hatte. Er selbst gerät in finanzielle Schieflage, Gläubiger und Gerichtsvollzieher kommen ins Haus. Die Firma, die er mitaufgebaut hatte, wird durch Boykottaufrufe der Presse bestraft. Daher versucht die Schuhfirma Gondo zurückzuholen, doch er will keine Marionette für die Firmenbosse sein und eröffnet seine eigene kleine Schuhfabrik.
Währenddessen verfolgt der Entführer, ein Medizinstudent namens Ginjirô Takeuchi, ängstlich die Darstellung der Fahndungsfortschritte in der Zeitung. Er gibt zwei Drogenabhängigen, die als seine Entführungskomplizen fungiert haben, reines Heroin, damit diese schweigen und ihn nicht verraten. Die Drogenabhängigen werden tot von der Polizei in der Hütte aufgefunden. Doch gefälschte Zeitungsnachrichten locken den Entführer in eine Falle: Takeuchi glaubt, dass seine Komplizen noch am Leben seien, und sucht nochmals deren Hütte auf, wobei er verhaftet wird. Der zum Tode verurteilte Takeuchi verlangt als letzten Wunsch nicht nach einem Priester, sondern wünscht Gondo zu sprechen. Er will ihm klarmachen, dass ihn die Diskrepanz zwischen dem Elend, in dem der Entführer lebte, zu dem idyllischen Haus des Managers, das auf dem Hügel („Himmel“) über dem Armutsviertel („Hölle“) zu sehen war, auf die Idee zu dieser Entführung gebracht habe. Takeuchi gibt sich zunächst aufgeräumt und furchtlos vor der Hinrichtung, muss aber schließlich schreiend und ängstlich von den Gefängniswärtern abgeführt werden.

## Kritiken
„‚Zwischen Himmel und Hölle‘ (…) gehört zu den eindrucksvollsten, nicht historischen Filmen von Kurosawa. Da in Japan Entführung als geringfügiges Delikt gehandhabt wird, fokussierte Kurosawa seinen Film auf das vielschichtige Psychogramm seiner Protagonisten. Die Frage, ‚Ist das Kind eines reichen Mannes so viel wert wie das Kind eines Armen?‘, beherrscht den ersten Teil des Films. Der zweite, von Action bestimmte Teil, fragt nach dem Motiv des Täters und seinen persönlichen Beweggründen. Kurosawa kontrastiert die Behausung des Entführers in der ‚Hölle‘ der Großstadt Yokohama mit der traumhaften Villa des Fabrikanten, die sich dagegen wie der ‚Himmel‘ ausnimmt. Der Konflikt der japanischen Nachkriegsgesellschaft zwischen Tradition und Moderne, Reichtum und Armut, spiegelt sich meisterhaft in Kurosawas Film wieder [sic]. ‚Zwischen Himmel und Hölle‘ ist eine äußerst komplexe, mit verschiedenen Stilmitteln arbeitende, humanistische Parabel über Verantwortung, Moral und Korrumpierbarkeit in einer aus den Fugen geratenen Welt.“

„Eine äußerst komplexe, virtuos mit verschiedenen Stilmitteln jonglierende humanistische Parabel über Verantwortung, Moral und Korrumpierbarkeit in einer aus den Fugen geratenen modernen Welt, die eine neue Standortbestimmung jenseits allzu leichter Ordnungs- und Bewertungskriterien verlangt.“

„Kurosawas listige Adaption überträgt […] die Topographie der Vorlage […] auf Yokohama […]. [Er] nützt den Raum [des Cinemascope-Formats] genial aus, sogar in den kammerspielartigen Innenaufnahmen ist das Cinemascope-Format nicht wegzudenken; der alte Meister erteilt uns mit seiner Adaption auch eine hinreißende Lektion über Bildgestaltung.“